# Субкоричневый карлик

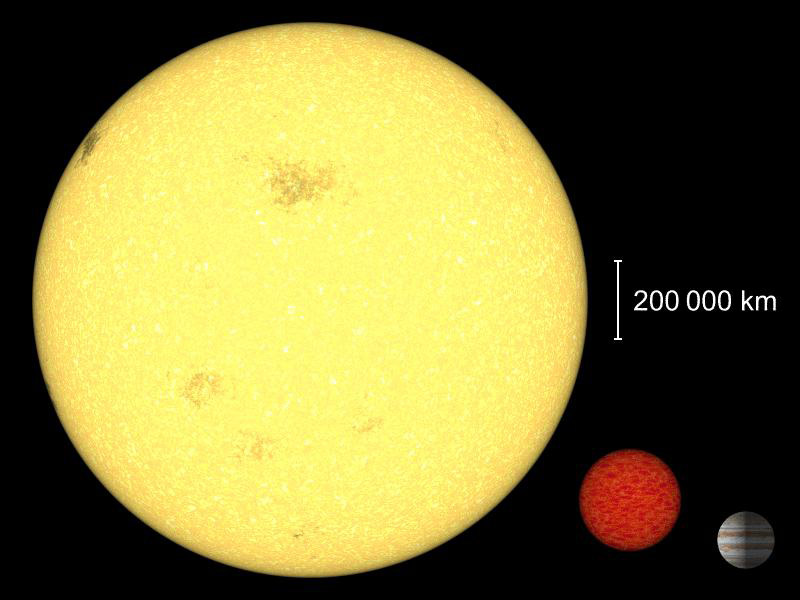
Сравнение размера Солнца с субкоричневым карликом Cha 110913-773444 и Юпитером

Субкори́чневый ка́рлик или кори́чневый субка́рлик — небесное тело, формировавшееся так же, как и звёзды и коричневые карлики (то есть гравитационным коллапсом газового облака, а не аккрецией), но с массой, меньшей, чем необходимая масса для запуска термоядерных реакций.

## Определение
Хотя эти объекты формируются тем же путём, что и звёзды, пока что нет единого мнения, считать эти объекты звёздами или же планетами. Их температуры и светимости настолько малы, что зачастую коричневые субкарлики неотличимы от планет. Классификация объекта, превышающего массу Юпитера, но уступающего коричневому карлику, зависит от того, является ли он спутником звезды, или нет. В последнем случае такой объект и называют субкоричневым карликом.
Такое же определение дал Международный астрономический союз (объекты, в которых не идут термоядерные реакции и не связанные со звёздами — субкоричневые карлики, а иначе — планеты, вне зависимости от механизма формирования).
Верхним пределом по массе считается 0,012 масс Солнца или, соответственно, 12,57 массы Юпитера. Нижний предел точно не определён, но считается, что такой объект может образоваться при изначальной массе облака не менее массы Юпитера. В статье 2007 года был описан объект с массой в 3 массы Юпитера.

## Светимость и размеры объектов
Для субкоричневых карликов, поскольку они не могут получать теплоту от термоядерных реакций, высвечивание энергии происходит в результате гравитационного сжатия объекта. Поскольку сжатие в конечном счёте прекращается, субкоричневый карлик всё больше остывает. Максимальная температура, которой может достигать объект, зависит от массы, и для самых тяжёлых субкоричневых карликов достигает 1500 К. Конечный диаметр субкоричневого карлика в процессе его развития мало зависит от массы и несколько меньше диаметра Юпитера. Низкая температура субкоричневых карликов затрудняет их наблюдение; самая малая температура, при которой такие объекты были обнаружены по излучению, составляет 500 К, однако с расстояния в 2 пк теоретически возможно обнаружение субкарлика с температурой 250 К.
Такая ситуация, когда планемо излучает значительно больше энергии, чем получает от своей звезды, наблюдается и в Солнечной системе: газовые гиганты благодаря продолжающемуся и поныне сжатию высвечивают дополнительную теплоту.

## Возможные коричневые субкарлики
- CoRoT-3 b
- 2M1207 b
- SCR 1845-6357 B
- Cha 110913-773444
- UGPS J0722-0540
- WISE 0855–0714
- 98 Змееносца